# Кафтанов Сергій Васильович
Сергі́й Васи́льович Кафта́нов (12 вересня 1905, селище Верхнє (тепер входить до складу міста Лисичанськ), Бахмутського повіту Катеринославської губернії — 1 листопада 1978, Москва) — радянський державний діяч. Заслужений діяч науки РРФСР. Кандидат у члени ЦК ВКП(б) у 1939—1952 роках. Депутат Верховної Ради СРСР 2-го скликання.

## Біографія
Народився в родині слюсаря лисичанського содового заводу «Донсода». Здобувши початкову освіту, із вересня 1919 по вересень 1920 року працював бетонярем у підрядника Вольбера. З жовтня 1920 по жовтень 1921 року — візник вугілля у приватних господарів.
З жовтня 1921 по квітень 1926 року працював дифузорником на заводі «Донсода» (Лисичанськ). У 1924 році вступив до комсомолу, з квітня 1926 по квітень 1927 року був звільненим секретарем комсомольської організації заводу «Донсода».
Член ВКП(б) з серпня 1926 року.
У квітні — серпні 1927 року — форсунщик на заводі «Донсода» (Лисичанськ).
З вересня 1927 по листопад 1931 року — студент, з листопада 1931 по грудень 1932 року — аспірант та заступник декана факультету технології органічних речовин Московського хіміко-технологічного інституту імені Дмитра Менделєєва (МХТІ).
У січні 1933 — жовтні 1937 року працював асистентом-аспірантом у Науково-дослідному фізико-хімічному інституті імені Льва Карпова (НДФХІ).
У жовтні — листопаді 1937 року — інспектор відділу керівних партійних органів ЦК ВКП(б).
Від 11 грудня 1937 по 10 квітня 1946 року — голова Комітету в справах вищої школи при Раді народних комісарів СРСР.
Під час Німецько-радянської війни в 1941—1945 роках одночасно був уповноваженим із питань науки Державного комітету оборони, керував переорієнтацїєю всієї радянської науки на потреби військової промисловості.
10 квітня 1946 року Комітет у справах вищої школи при РНК СРСР було перетворено на Міністерство вищої освіти СРСР, яке очолив Кафтанов. Під час чергових перестановок керівних кадрів, які Сталін проводив після війни, Кафтанова 9 лютого 1951 року зняли з посади міністра. З лютого по червень 1951 року перебував у резерві ЦК ВКП(б).
У червні 1951 — березні 1953 року — директор Науково-дослідного фізико-хімічного інстиитуту імені Льва Карпова.
Після смерті Сталіна з березня 1953 по червень 1959 року працював першим заступником міністра культури СРСР. Від червня 1959 по березень 1962 року — голова Державного комітету радіомовлення та телебачення при Раді міністрів СРСР.
З вересня 1962 по листопад 1973 року працював ректором Московського хіміко-технологічного інституту імені Менделєєва. У листопаді 1973 року вийшов на пенсію, став персональним пенсіонером союзного значення.
За численні публіцистичні статті Кафтанова прийняли в члени Спілки журналістів СРСР, обирали до правління Спілки.
Від 1938 року мешкав у знаменитому московському будинку на Набережній (у квартирі № 233). З ним проживали дружина Галина Сергіївна Маркова, син Віталій і донька Алла.
Помер 1 листопада 1978 року. Похований на Новодівочому цвинтарі Москви.

## Нагороди
Нагороджений двома орденами Леніна, орденом Жовтневої революції, трьома орденами Червоного Прапора, медалями.